# Henri Rendu (militaire)
Pour les articles homonymes, voir Henri Rendu.
Henri Rendu est un compagnon de la Libération né le 19 janvier 1915 à Paris et mort le 23 novembre 1944 à Wolfisheim.

## Biographie
Après avoir suivi sa scolarité au lycée Montaigne et au pensionnat de Passy, il entre en classes préparatoires au lycée Buffon, afin d'intégrer l'École centrale, où il est admis dans la promotion 1937.
Mobilisé après son service militaire et, à sa demande, suit une école d'observateur dans l'aviation, obtenant son brevet de pilote en mai 1940.
Il rejoint l'Angleterre après la défaite, mais rejette la possibilité de s'engager dans la Royal Air Force, choisissant de rester sous couleurs françaises.
Il est ainsi chargé de l'instruction des recrues jusqu'en août 1941, où il rejoint alors la Colonne Leclerc au Tchad, comme chef de section de transport du Régiment de tirailleurs sénégalais du Tchad (RTST).
Il met sur pied un peloton de camions au sein de la compagnie automobile 4 (CA 4) et prend part aux opérations de la deuxième campagne du Fezzan, de Tripolitaine et de Tunisie.
Promu capitaine en 1943, il accompagne la 2e DB du général Leclerc et débarque en Normandie pour entrer dans Paris le 25 août 1944.
Le 23 novembre 1944, accompagnant le Groupement tactique de Guillebon, il est tué d'une balle dans la tête à Wolfisheim (Alsace).

## Décorations
- Chevalier de la Légion d'honneur
- Compagnon de la Libération à titre posthume par décret du 07 août 1945[1]
- Croix de guerre 1939–1945, palme de bronze
- Médaille coloniale avec agrafes "Fezzan - Tripolitaine - Tunisie"